# Gülru Necipoğlu
Gülru Necipoğlu (Istanbul, 1950) è una storica dell'arte turca.
Dopo aver conseguito il dottorato con la supervisione dello storico Oleg Grabar, divenne docente di arte islamica all'Università di Harvard.

## Biografia
Dopo aver frequentato il Robert College di Istanbul nel 1975, si laureò in storia dell'arte alla Wesleyan University e nel 1982 conseguì un master in arte e architettura islamica ad Harvard. Quattro anni più tardi, completò il dottorato di ricerca con la supervisione di Oleg Grabar per una dissertazione il cui titolo era The Formation of an Ottoman Imperial Tradition: The Topkapı Palace in the 15th and 16th Centuries ("La nascita di una tradizione imperiale ottomana: il Palazzo Topkapi nei secoli XV e XVI").
Nel 1987 iniziò a collaborare come assistente all'Università di Harvard. Due anni dopo, ottenne la nomina a docente associata di discipline umanistiche nella cattedra intitolata in onore di John L. Loeb. Nel '93 succedette a Grabar come docente di arte islamica e come dirigente del programma di architettura islamica, entrambi denominati in memoria di Aga Khan.
Gülru Necipoğlu è consorte di Cemal Kafadar (n. 1954), ex allievo del Robert College e anch'egli professore di studi turchi ad Harvard, all'interno della linea di successione accademica che ha preso avvio a nome di Vehbi Koç.

## Ricerche
Le sue ricerche si concentrarono sulla storia islamica medievale moderna del Mediterraneo e del Medio Oriente musulmano, focalizzandosi sull'architettura e sulla cultura visiva del periodo ottomano, sullo studio comparato dell'impero ottomano e safavide, nonché sugli scambi culturali tra bizantini, mondo islamico e Italia rinascimentale.
L'articolo The Suburban Landscape of 16th century Istanbul as a Mirror of Classical Ottoman Garden Culture ("Il paesaggio suburbano della Istanbul del XVI secolo come riflesso della cultura classica del giardino ottomano") mostra il sincretismo fra gli elementi della ville greco-romana e la tradizione gardense dei safavidi, avanzando l'ipotesi dell'esistenza di una forma d'arte e di ethos comune fra l'Italia e il mondo turco-islamico, in quanto Paesi che si affacciano sul mare Mediterraneo..

## Premi e riconoscimenti
- 2006: premio Fuat Köprülü per la monografia su Sinān;
- 2007: nomina a membro dell'American Philosophical Society[6];
- 2008: membro dell'American Academy of Arts and Sciences.[7]

Inoltre, il suo studio inerente al rotolo Topkapı fu premiato con l'Albert Hourani Book Award e con lo Spiro Kostof Book Award. Il suo libro su Sinan ha vinto il nel 2006.

## Opere
- Sinan Çağı: Osmanlı İmparatorluğu’nda Mimarî Kültür (2013)
- 15. ve 16. yüzyılda Topkapı Sarayı: Mimari, Tören ve İktidar (2007)
- The Age of Sinan: Architectural Culture in the Ottoman Empire (2005)
- The Topkapı Scroll: Geometry and Ornament in Islamic Architecture (1995)
- Architecture, Ceremonial and Power: The Topkapı Palace in the Fifteenth and Sixteenth Centuries (1991)